# اور کلدانیان

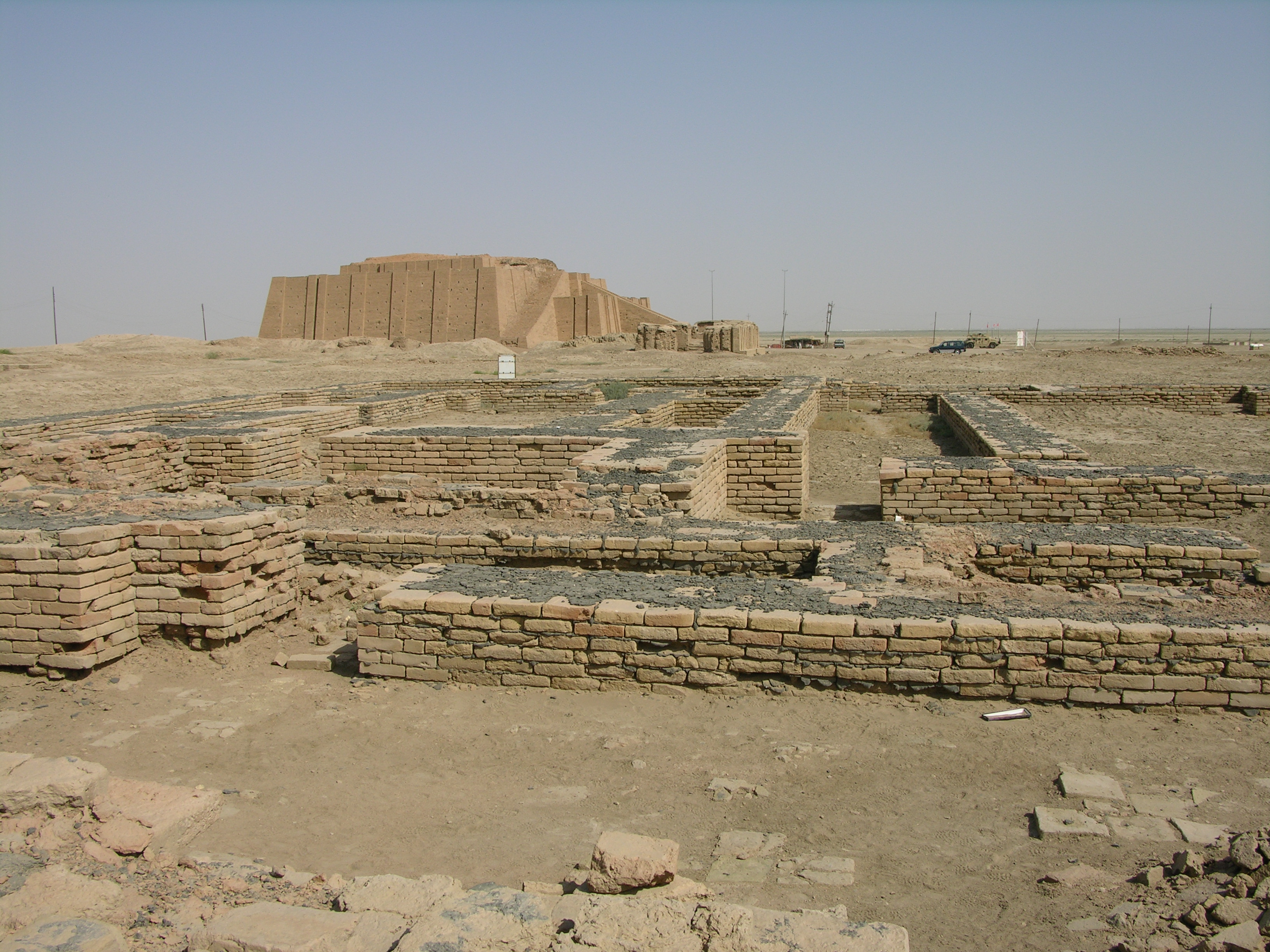
خرابه‌های اور در عراق مدرن، محل کنونی برای شهر اور کلدانیان که بر روی آن توافق نظر وجود دارد.

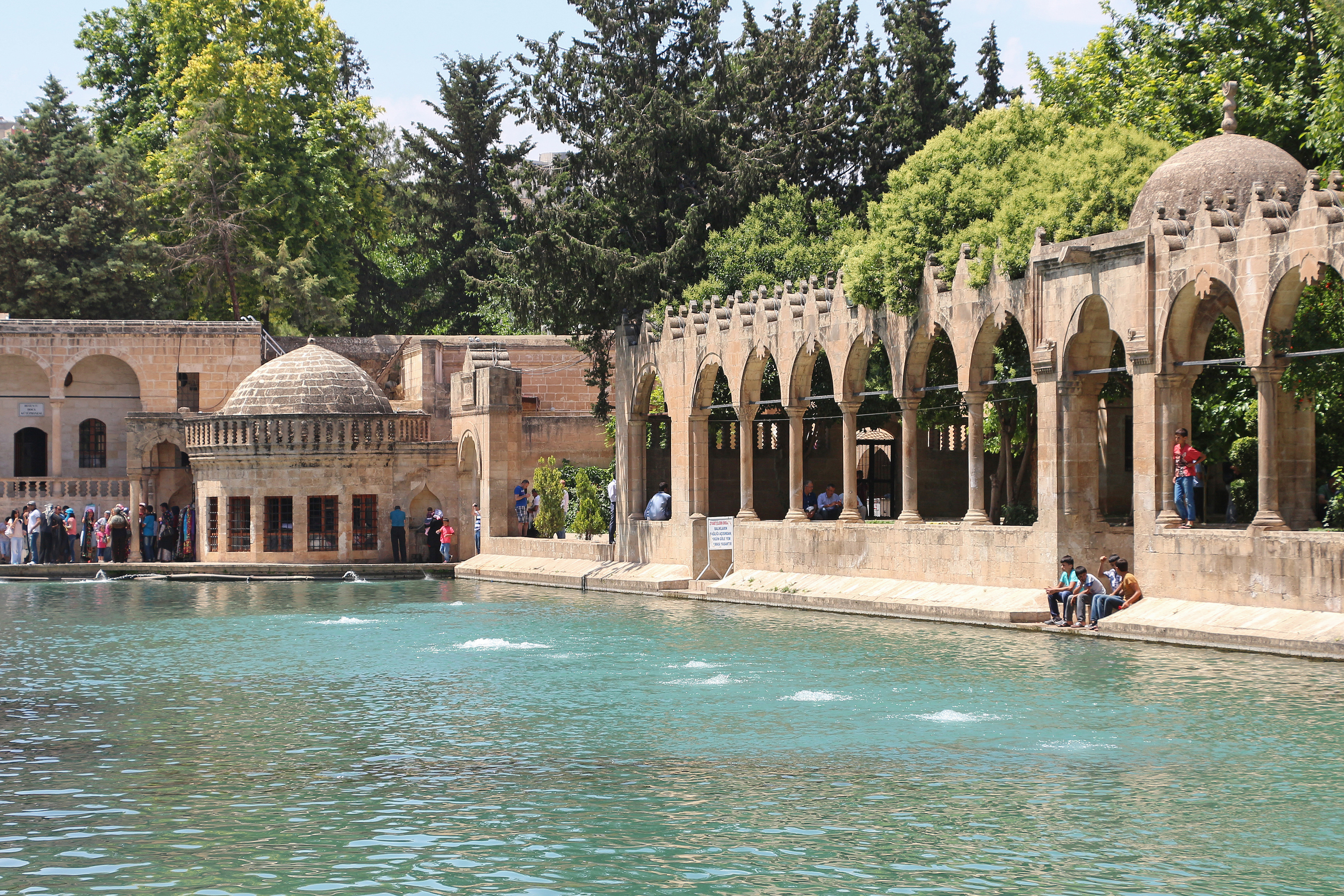
حوض ابراهیم در نزدیکی شانلی‌اورفه در ترکیه، یکی از مکان‌هایی که گمان می‌رفت اور کلدانیان باشد.

اورِ کلدانیان (انگلیسی: Ur of the Chaldees) یا اور کلده شهری است که در کتاب مقدس عبری به عنوان زادگاه بنی اسرائیل و ابراهیم ذکر شده‌است. در سال ۱۸۶۲ هنری راولینسون اور کلدانیان را به همراه اور در نزدیکی ناصریه در جنوب پادشاهی عراق شناسایی کرد. در سال ۱۹۲۷، لئونارد ووللی این سایت را حفاری کرد و آن را به عنوان یک سایت باستان‌شناسی سومری که در آن قرن هجدهم قبل از میلاد در کلدین قرار دارد، شناسایی کرد. کارهای باستان‌شناسی اخیر بر روی محل ناصریه، جایی که زیگورات باستانی اور واقع شده‌است متمرکزند.